# Como 1907
Como 1907 – włoski klub piłkarski, grający obecnie w Serie A, mający siedzibę w mieście Como leżącym w Lombardii. Został założony w 1907. Swoje mecze rozgrywa na Stadio Giuseppe Sinigaglia, który może pomieścić 13602 widzów. Barwy klubu to kolory biały i niebieski.
Na koniec sezonu 2004/2005 klub spadł do Serie C2 po przegraniu baraży (1:2 w dwumeczu z Novarą Calcio. Następnie ogłoszono bankructwo klubu i zespół przystąpił do rozgrywek Serie D, najwyższej klasy rozgrywkowej w amatorskim futbolu we Włoszech.

## Historia
W 1949 Como po raz pierwszy awansowało do Serie A i w ekstraklasie występowało przez okres czterech lat. Kolejne 20 lat zespół spędził w Serie B i Serie C, a o pierwszą ligę ponownie walczyło w latach 70. i sukces ten osiągnęło w 1975 roku. Jednak pomimo dość silnej kadry, m.in. z Alessandro Scanzianim Como po roku spadło do Serie B, a w 1978 do Serie C1. Po przebudowaniu składu zespół wraz z największą gwiazdą Pietro Vierchowodem uzyskał dwie kolejne promocje i w latach 1980–1982 po raz kolejny występował w najwyższej włoskiej klasie rozgrywkowej.
W 1984 roku Como wywalczyło kolejny awans i na najwyższym szczeblu rozgrywek spędziło 5 lat. W 1986 roku z Danem Corneliussonem i Stefano Borgonovo w składzie zajęło wysokie 9. miejsce w Serie A. W obronie grywał zaś inny reprezentant kraju, Pasquale Bruno. W 1989 miała miejsce kolejna degradacja, a w sezonie 1994/1995 Como grało nawet w Serie C1. W tym czasie krótko bramkarzem był zawodnik m.in. Chelsea F.C., Carlo Cudicini.
W XXI wieku Como przez rok było drugoligowcem (awans w 2001 roku). Spadło jednak z ligi, a zostało zapamiętane głównie z meczu z Modeną, po którym kapitan zespołu Massimiliano Ferrigno został zdyskwalifikowany na 3 lata. W 2002 roku zespół wszedł do Serie A, ale spisał się słabo i już po roku zakończył swój mariaż z ekstraklasą.
Do elity zespół Como powrócił po 21 latach zajmując 2. pozycję w Serie B w sezonie 2023/2024.

## Piłkarze
Źródło:.

### Pierwszy zespół – mężczyźni
Stan na 13 maja 2025
| Nr | Poz. | Piłkarz                                         |
| -- | ---- | ----------------------------------------------- |
| 2  | OB   | Marc-Oliver Kempf                               |
| 5  | OB   | Edoardo Goldaniga                               |
| 6  | PO   | Alessio Iovine                                  |
| 7  | NA   | Tasos Douvikas                                  |
| 8  | PO   | Dele Alli                                       |
| 9  | NA   | Alessandro Gabrielloni (kapitan)                |
| 10 | NA   | Patrick Cutrone                                 |
| 11 | NA   | Andrea Belotti                                  |
| 12 | BR   | Pierre Bolchini                                 |
| 13 | OB   | Alberto Dossena                                 |
| 15 | OB   | Fellipe Jack                                    |
| 16 | NA   | Alieu Fadera                                    |
| 18 | OB   | Alberto Moreno                                  |
| 19 | PO   | Jonathan Ikoné                                  |
| 20 | OB   | Sergi Roberto                                   |
| 22 | BR   | Mauro Vigorito                                  |
| 23 | PO   | Máximo Perrone (wypożyczony z Manchesteru City) |

| Nr | Poz. | Piłkarz                                                 |
| -- | ---- | ------------------------------------------------------- |
| 25 | BR   | Pepe Reina                                              |
| 26 | PO   | Yannik Engelhardt                                       |
| 27 | PO   | Matthias Braunöder                                      |
| 28 | OB   | Ivan Smolčić                                            |
| 30 | BR   | Jean Butez                                              |
| 31 | OB   | Mërgim Vojvoda                                          |
| 33 | PO   | Lucas Da Cunha                                          |
| 38 | PO   | Assane Diao                                             |
| 41 | OB   | Álex Valle                                              |
| 44 | PO   | Naj Razi                                                |
| 58 | PO   | Giuseppe Mazzaglia                                      |
| 77 | OB   | Ignace Van der Brempt (wypożyczony z Red Bull Salzburg) |
| 79 | PO   | Nico Paz                                                |
| 80 | PO   | Maxence Caqueret                                        |
| 90 | NA   | Iván Azón                                               |
|    | PO   | Francesco Andrealli                                     |

## Sukcesy

### Trofea
- 1 Puchar Serie C
  - 1996/97
- 1 Torneo Lombardo
  - 1945

### Awanse
- 6 awansów do Serie A
  - 1948/49, 1974/75, 1979/80, 1983/84, 2001/02, 2023/24
- 7 awansów do Serie B
  - 1930/31, 1967/68, 1978/79, 1993/94, 2000/01, 2014/15, 2020/21